# Gonçalo Guedes
Gonçalo Manuel Ganchinho Guedes (Benavente, 29 november 1996) is een Portugees voetballer die doorgaans als vleugelspeler speelt. Hij verruilde Valencia in augustus 2022 voor Wolverhampton Wanderers. Guedes debuteerde in 2015 in het Portugees voetbalelftal.

## Clubcarrière
Guedes stroomde door vanuit de jeugd van Benfica. Hij speelde op 19 april 2014 zijn eerste wedstrijd voor Benfica B, in de Segunda Liga tegen FC Porto B. Hij werd in het seizoen 2013/14 met Benfica tweede in de UEFA Youth League. Guedes debuteerde op 18 oktober 2014 in het eerste elftal, in een bekerduel tegen Sporting Covilhã. Zijn debuut in de Primeira Liga volgde op 4 januari 2015, tegen FC Penafiel.
Guedes groeide in de eerste seizoenshelft van 2016/17 uit tot basisspeler bij Benfica. Hij was inmiddels op de radar verschenen bij Paris Saint-Germain, dat hem in januari 2017 naar Parijs haalde. Hier kwam hij in een halfjaar tot zeven invalbeurten en één basisplaats. Paris Saint-Germain verhuurde Guedes in seizoen 2017/18 aan Valencia, waar coach Marcelino het wel in hem zag zitten. Hij groeide binnen een paar weken uit tot basisspeler en eindigde dat jaar als nummer vier in de Primera División met de Spaanse club. Valencia lijfde hem in augustus 2018 definitief in.
Guedes speelde vijf jaar voor Valencia. Hiermee won hij in 2018/19 de Copa del Rey door in de finale FC Barcelona te verslaan. Daarnaast werd hij dat seizoen opnieuw vierde met zijn ploeggenoten. Daarna volgden drie jaar waarin hij met Valencia in de middenmoot van de Spaanse competitie zweefde. Hij maakte in 2020/21 wel elf doelpunten, een persoonlijk record. Ook bereikte hij dat seizoen opnieuw de finale van de Copa del Rey met Valencia. Real Betis ging er deze keer met de beker vandoor, nadat zijn ploeggenoot Yunus Musah miste in de beslissende strafschoppenreeks.
Guedes verruilde Valencia in augustus 2022 voor Wolverhampton Wanderers. Hier speelde hij in de eerste seizoenshelft dertien wedstrijden in de Premier League, maar mocht hij na de aanstelling van coach Julen Lopetegui alleen nog een keer invallen. Wolverhampton verhuurde hem in januari 2023 voor de rest van het seizoen aan Benfica. Dat huurde hem in augustus 2023 opnieuw, deze keer voor een jaar.

## Clubstatistieken
| Seizoen         | Club                    | Competitie       | Competitie | Competitie | Beker | Beker | Internationaal | Internationaal | Totaal | Totaal |
| Seizoen         | Club                    | Competitie       | Wed.       | Dlp.       | Wed.  | Dlp.  | Wed.           | Dlp.           | Wed.   | Dlp.   |
| --------------- | ----------------------- | ---------------- | ---------- | ---------- | ----- | ----- | -------------- | -------------- | ------ | ------ |
| 2014/15         | Benfica                 | Primeira Liga    | 5          | 0          | 3     | 0     | 0              | 0              | 8      | 0      |
| 2015/16         | Benfica                 | Primeira Liga    | 18         | 3          | 5     | 0     | 7              | 1              | 30     | 4      |
| 2016/17         | Benfica                 | Primeira Liga    | 16         | 2          | 5     | 3     | 6              | 2              | 27     | 7      |
| 2016/17         | Paris Saint-Germain     | Ligue 1          | 7          | 0          | 4     | 0     | 0              | 0              | 11     | 0      |
| 2017/18         | Paris Saint-Germain     | Ligue 1          | 1          | 0          | 0     | 0     | 0              | 0              | 1      | 0      |
| 2017/18         | → Valencia              | Primera División | 33         | 5          | 5     | 1     | —              | —              | 38     | 6      |
| 2018/19         | Valencia                | Primera División | 25         | 5          | 2     | 0     | 12             | 3              | 39     | 8      |
| 2019/20         | Valencia                | Primera División | 21         | 2          | 0     | 0     | 3              | 0              | 24     | 2      |
| 2020/21         | Valencia                | Primera División | 31         | 5          | 3     | 2     | —              | —              | 34     | 7      |
| 2021/22         | Valencia                | Primera División | 36         | 11         | 6     | 2     | —              | —              | 42     | 13     |
| 2022/23         | Wolverhampton Wanderers | Premier League   | 13         | 1          | 5     | 1     | —              | —              | 18     | 2      |
| 2022/23         | → Benfica               | Primeira Liga    | 12         | 1          | 1     | 1     | 2              | 0              | 15     | 2      |
| Carrière totaal | Carrière totaal         | Carrière totaal  | 218        | 35         | 39    | 10    | 30             | 6              | 287    | 51     |

Bijgewerkt t/m 29 augustus 2023

## Interlandcarrière
Guedes speelde in alle Portugese nationale jeugdselecties vanaf Portugal –15. Hij maakte op 14 november 2015 onder leiding van bondscoach Fernando Santos zijn debuut in het Portugees voetbalelftal, in een met 1–0 verloren oefeninterland in en tegen Rusland. Andere debutanten namens Portugal in die wedstrijd waren Lucas João, Rúben Neves en Ricardo Pereira. Hij mocht drie dagen later ook spelen tegen Luxemburg. Daarna werd hij bijna twee jaar niet meer opgeroepen. Santos haalde Guedes in oktober 2017 terug bij het nationale team voor een serie oefeninterlands in aanloop naar het WK 2018. Hij was op het toernooi zelf basisspeler. Guedes won met Portugal de UEFA Nations League 2018/19. Hij maakte in de finale de enige treffer, tegen Nederland. Santos nam Guedes ook mee naar het EK 2020, maar hierop kwam hij niet in actie.

## Erelijst
| Competitie                    |         |                           |         |         |
| Competitie                    | Aantal  | Jaren                     |         |         |
| Benfica                       | Benfica | Benfica                   | Benfica | Benfica |
| ----------------------------- | ------- | ------------------------- | ------- | ------- |
| Kampioen Primeira Liga        | 3x      | 2014/15, 2015/16, 2022/23 |         |         |
| Taça da Liga                  | 2x      | 2014/15, 2015/16          |         |         |
| Supertaça Cândido de Oliveira | 1x      | 2016                      |         |         |
| Paris Saint-Germain           |         |                           |         |         |
| Coupe de France               | 1x      | 2016/17                   |         |         |
| Trophée des Champions         | 1x      | 2017                      |         |         |
| Valencia                      |         |                           |         |         |
| Copa del Rey                  | 1x      | 2018/19                   |         |         |
| Portugal                      |         |                           |         |         |
| UEFA Nations League           | 1x      | 2018/19                   |         |         |

1 Trubin ·
3 Carreras ·
4 Silva ·
6 Bah ·
7 Amdouni ·
8 Aursnes ·
9 Cabral ·
10 Kökçü ·
11 Di María ·
14 Pavlidis ·
16 Neto ·
17 Aktürkoğlu ·
18 Barreiro ·
20 Mário ·
21 Schjelderup ·
23 Meïté ·
24 Soares ·
25 Prestianni ·
28 Kaboré ·
30 Otamendi ·
32 Benjamín Rollheiser ·
36 Leonardo ·
37 Beste ·
44 Araújo ·
47 Gouveia ·
61 Luís ·
81 Bajrami ·
84 Rêgo ·
85 Sanches ·
Coach: Lage
1 Patrício ·
2 Alves ·
3 Pepe ·
4 M. Fernandes ·
5 Guerreiro ·
6 Fonte ·
7 Ronaldo  ·
8 Moutinho ·
9 A. Silva ·
10 João Mário ·
11 B. Silva ·
12 Lopes ·
13 Dias ·
14 Carvalho ·
15 Ricardo ·
16 B. Fernandes ·
17 Guedes ·
18 Gelson ·
19 Rui ·
20 Quaresma ·
21 Cédric ·
22 Beto ·
23 Adrien ·
Coach: Santos
1 Patrício ·
2 Semedo ·
3 Pepe ·
4 Dias ·
5 Guerreiro ·
6 Fonte ·
7 Ronaldo  ·
8 Moutinho ·
9 A. Silva ·
10 B. Silva ·
11 Fernandes ·
12 Lopes ·
13 Pereira ·
14 Carvalho ·
15 Rafa Silva ·
16 Sanches ·
17 Guedes ·
18 Neves ·
19 Gonçalves ·
20 Dalot ·
21 Jota ·
22 Rui Silva ·
23 Félix ·
24 Oliveira ·
25 Mendes ·
26 Palhinha ·
Coach: Santos